# Odette Maniema Krempin
Odette Maniema Krempin, dite « princesse Odette », (née le 30 octobre 1973 dans la province de Maniema au Zaïre et prétendue morte en 2016,) est une femme d'affaires congolaise, encore aujourd’hui sous le coup d'un mandat d'arrêt en Allemagne.

## Éléments biographiques
Odette Mniema Krempin a passé sa prime enfance dans la province de Maniema, jusqu'à l'âge de huit ans où elle est partie avec sa famille s'installer à Paris. Après des études de styliste à Paris et à Marrakech, elle ouvre une boutique au Niger à l'âge de 20 ans. En 2007, elle s'installe à Francfort où elle fonde la Deutsch-Afrikanisches Jugendwerk, une organisation pour l'enseignement.
En 2010 elle rachète la Somima, une compagnie minière de la République démocratique du Congo et en devient présidente. Elle est aussi consule honoraire de la République démocratique du Congo à Francfort et présidente de la chambre de commerce germano-congolaise.

## Jardin botanique de Kisantu et affaire Stephan De Witte
Fin octobre 2013, un accord est signé entre la Chambre de commerce germano-congolaise et l’Institut congolais pour la conservation de la nature, aux termes duquel la gestion du Jardin botanique de Kisantu est confiée à la princesse Odette Maniema Krempin, à travers son projet Promo Kisantu Garden, ciblé essentiellement sur la modernisation des infrastructures pour le développement touristique du site.
Début 2015, une enquête de la RTBF en collaboration avec Paris-Match révèle qu'Odette Maniema Krempin avait nommé au poste de directeur général du jardin botanique de Kisantu Stephan De Witte, un Belge qui partageait sa vie depuis 2012. Ce dernier a disparu sans laisser de traces en juin 2014 au Congo et c'est dans le parc de Kisantu qu'il avait été vu pour la dernière fois. Princesse Odette a mis plus de trois semaines à signaler la disparition de son compagnon et a refusé de répondre aux questions des enquêteurs belges venus l'entendre comme témoin en commission rogatoire à Francfort où elle réside. C'est la disparition de cet ex-comptable qui a fait éclater en mars 2015 l'affaire Duferco (de), affaire de corruption présumée impliquant l'homme politique belge Serge Kubla et des administrateurs de Duferco.
Une nouvelle enquête révèle, en janvier 2016, que Stephan De Witte aurait été présent à Kisantu jusqu'en août et qu'il aurait encore séjourné à Kinshasa jusqu'en octobre 2014 avant un départ précipité, de nuit, en compagnie de la princesse Odette.

## Rumeurs ou décès
La mort d'Odette Maniema Krempin, à Goma, est annoncée en juillet 2016 sur la base d'un certificat de décès établi à son nom par un hôpital congolais. Selon les sources, la princesse serait décédée le 27 juin 2016, ou le 1er juillet 2016. La véracité de sa mort est rapidement mise en doute, le certificat de décès est reconnu comme un faux et Odette Maniema Krempin reste sous le coup d'un mandat d'arrêt en Allemagne.